# Col·legi Sant Josep de Reus
El col·legi Sant Josep és un centre d'ideari cristià que va ser fundat, el 1895, per la Mare Teresa Guasch a la ciutat de Reus. La Congregació de les Germanes Carmelites Tereses de Sant Josep és l'entitat titular de l'escola. Compta amb 78 mestres i professors que imparteixen classes des de l'educació infantil fins a batxillerat, oferint una educació integrada dels 3 als 18 anys. Aproximadament (2010) l'escola té uns 1200 alumnes.